# Пепи, Рикардо
Рика́рдо Пе́пи (англ. Ricardo Pepi; родился 9 января 2003) — американский футболист, нападающий нидерландского клуба ПСВ и сборной США.

## Клубная карьера
Воспитанник футбольной академии клуба «Даллас». В 2018 году, когда был основан клуб «Норт Тексас» в качестве резервной команды «Далласа», Пепи сыграл за него в первом матче в истории клуба и оформил хет-трик в матче против «Чаттануга Ред Вулвз».
11 июня 2019 года Пепи был вызван в «Даллас» на матч Открытого кубка США против клуба «Оклахома-Сити Энерджи». К тому моменту он забил 7 голов в 6 матчах за «Норт Тексас». Пепи дебютировал за «Даллас» в матче Открытого кубка США, сыграв полный матч. 21 июня 2019 года Рикардо подписал «доморощенный» контракт с «Далласом». 22 июня 2019 года дебютировал в MLS, выйдя на замену Майклу Барриосу в матче против «Торонто». 7 марта 2020 года в матче против «Монреаль Импакт» забил свой первый гол в MLS. 24 июля 2021 года сделал хет-трик в матче MLS против «Лос-Анджелес Гэлакси». В возрасте 18 лет и 196 дней Пепи стал самым молодым игроком в истории MLS, забившим три гола в одном матче. 27 июля 2021 года Пепи подписал с «Далласом» новый пятилетний контракт, до конца сезона 2026. Был отобран на Матч всех звёзд MLS 2021. По итогам сезона 2021, в котором забил 13 голов и отдал три голевые передачи, был признан молодым игроком года в MLS.
3 января 2022 года было объявлено о его переходе в немецкий клуб «Аугсбург». 8 января 2022 года дебютировал за «Аугсбург» в матче немецкой Бундеслиги против «Хоффенхайма».
31 августа 2022 года перешёл на правах аренды в нидерландский «Гронинген» до конца сезона 2022/23.
7 июля 2023 года перешёл в нидерландский клуб ПСВ, подписав пятилетний контракт. Стоимость трансфера составила 9 млн евро (9,8 млн долларов).

## Карьера в сборной
Уроженец приграничного Эль-Пасо, Пепи вызывался в юношеские сборные как США, так и Мексики. С 2018 по 2019 год выступал за сборную США до 17 лет.
8 сентября 2021 года дебютировал в составе главной сборной США в матче отборочного турнира к чемпионату мира против сборной Гондураса, отметившись в игре забитым мячом и голевой передачей.
По итогам 2021 года Пепи был признан молодым футболистом года в США.

## Достижения

### Командные достижения
ПСВ
- Чемпион Нидерландов: 2023/24, 2024/25
- Обладатель Суперкубка Нидерландов: 2023, 2025

Сборная США
- Победитель Лиги наций КОНКАКАФ: 2022/23[24]

### Личные достижения
- Молодой футболист года в США: 2021
- Молодой игрок года в MLS: 2021
- Участник Матча всех звёзд MLS: 2021